# Lijst van platenlabels W
Dit is een lijst van platenlabels met als beginletter een W.
- Wabana Records
- Wackies
- Waerloga Records
- Wake Me Up Music
- Waldorf Music Hall Records
- Wall of Sound
- Wallis Original Records
- Walt Disney Records
- Wand Records
- Wanker Records
- War Office Propaganda
- W.A.R.? - What Are Records?
- Warcon Enterprises
- Warm Records
- Warner-Spector Records
- Warner Alliance
- Warner Bros.-Seven Arts
- Warner Bros. Records
- Warner Curb Records
- Warner Music Australasia
- Warner Music Canada
- Warp Records
- Warrior Records
- Warwick Records
- Water Lily Acoustics
- Water Music Records
- Waterbug Records
- Waterfront Records
- WAU! Mr. Modo Recordings
- Wave Music
- Wax Trax! Records
- Waxploitation Records
- WayOutWest Records
- We Put Out Records

- We The Best Music
- Weathermaker Music
- Web Entertainment
- Wedge Records
- Weed Records
- Weewerk
- Welk Music Group
- De Werf (kunstencentrum)
- WERGO
- Werk Discs
- West Craft Records
- Westbound Records
- Westpark Music
- Westport Records
- Westside Records
- WGNS Recordings
- What Have You Records
- What Records
- What? Records
- Whirlin' Disc Records
- Whitehaus Family Record
- White Noise Records
- White Pine Music
- White Whale Records
- Whitfield Records
- Whoa Oh Records
- Why Not Records
- Wichita Recordings
- Widerstand Records
- Wiiija
- Wilbury Records
- Wild Pitch Records
- Wild Rags
- Wildplum Recordings
- Wildside Records

- Wildstar Records
- Willowtip Records
- Wind-Up Records
- Windfall Records
- Windham Hill Records
- Wing Records
- The Winner Records
- Winter & Winter
- Witches Brew
- WM Entertainment
- WM Recordings
- WMOT Records
- Wolftown Recordings
- Wooden Nickel Records
- Woodrich Records
- Woodworm Records
- Woollim Entertainment
- Word Records
- Wordclock Records
- Work Records
- Workerbee Records
- Workshop Jazz Records
- World Live Music & Distribution
- World Circuit
- World Domination Recordings
- World IN Sound
- World Record Club
- World Serpent Distribution
- Wounded Bird Records
- WOW Music
- Wrasse Records
- WTII Records
- WWE Records
- Wynona Records
- WY Records